# Geraz do Minho
Geraz do Minho é uma povoação portuguesa sede da Freguesia de Geraz do Minho do Município de Póvoa de Lanhoso, freguesia com 4,33 km² de área e 544 habitantes (censo de 2021), tendo, por isso, uma densidade populacional de 125,6 hab./km².

## Toponímia
A propósito de Geraz, que escreve como "Jeras", João de Barros diz o seguinte:
Jeras - é um vale muito fresco que está junto do Castelo de Lanhoso ao qual Ptolomeu chama Jerabriga, e daqui veio chamar-se agora aquele vale Jeraz.

## Demografia
A população registada nos censos foi:
| Distribuição da População por Grupos Etários | Distribuição da População por Grupos Etários | Distribuição da População por Grupos Etários | Distribuição da População por Grupos Etários | Distribuição da População por Grupos Etários |
| -------------------------------------------- | -------------------------------------------- | -------------------------------------------- | -------------------------------------------- | -------------------------------------------- |
| Ano                                          | 0-14 Anos                                    | 15-24 Anos                                   | 25-64 Anos                                   | > 65 Anos                                    |
| 2001                                         | 99                                           | 114                                          | 238                                          | 97                                           |
| 2011                                         | 78                                           | 74                                           | 266                                          | 103                                          |
| 2021                                         | 75                                           | 58                                           | 294                                          | 117                                          |

## Património
- Casa da Costa (Casa solarenga)
- Casa de São Vicente e do Lugar de Portas